# 오잔 도줄루
오잔 도줄루(Ozan Doğulu, 1972년 1월 13일 ~ )는 터키의 디스크자키이자 음악 프로듀서이다.